# CVR(T)
Il Combat Vehicle Reconnaissance (Tracked) — o CVR(T)— è una famiglia di veicoli da combattimento in servizio nel British Army e in altri eserciti del mondo. Si tratta di veicoli di piccole dimensioni, altamente mobili, aerotrasportabili, progettati per rimpiazzare le autoblindo Alvis Saladin.
Progettata dalla Alvis negli anni sessanta, la famiglia CVR(T) includeva i carri leggeri da ricognizione Scorpion e Scimitar, il veicolo da combattimento della fanteria Spartan, il veicolo posto comando Sultan, l'ambulanza corazzata Samaritan, il cacciacarri missilistico Striker e il veicolo recupero Samson. Tutte le versioni della famiglia condividono componenti motoristiche e sospensioni. Gli scafi sono realizzati in alluminio per contenere il peso. Fino al 1996 sono stati realizzati oltre 3.500 veicoli per i britannici e per l'export.
Scorpion e Striker sono stati ritirati dal servizio dal British Army. Scimitar e Spartan sono stati rimpiazzati dagli Ajax e brevemente dai Panther.

## Sviluppo
Nei primi anni sessanta, i servizio di guarnigione nei territori d'oltremare britannici erano diventati estremamente esosi e drenavano gran parte degli stanziamenti per la difesa. Venne proposta quindi una nuova strategia, secondo la quale truppe ed equipaggiamenti sarebbero stati trasportati solo in caso di bisogno per via aerea nei punti "caldi" direttamente dalle loro basi in Europa. Per supportare le truppe sbarcate, emerse il requisito di un veicolo da combattimento per la fanteria capace di fornire supporto di fuoco, dotato di corazzatura ma leggero abbastanza da poter essere aerotrasportato dall'Armstrong Whitworth A.W.681, allora in progetto. Allo stesso tempo, tale mezzo avrebbe dovuto sostituire le autoblindo Saladin.
Nel 1960 partì il progetto Armoured Vehicle Reconnaissance. Il mezzo avrebbe dovuto essere armato con un cannone da 76 mm o 105 mm in una torretta a brandeggio limitato; l'equipaggio sarebbe stato limitato a tre uomini: conduttore, cannoniere e capocarro. La capacità anticarro sarebbe stata garantita dal sistema missilistico Swingfire (allora in via di sviluppo) installato nella parte posteriore. Il progetto prevedeva sia versioni cingolate che ruotate, che avrebbero condiviso motore e trasmissione del veicolo trasporto truppe FV432. Il peso finale del veicolo superò le 13 tonnellate, oltre il limite per il trasporto aereo.
Per ridurre la massa, la corazzatura in acciaio venne sostituita da una in lega di alluminio AA7017 della Alcan, che si rivelò più resistente alle schegge d'artiglieria grazie alla maggiore densità d'area. Tuttavia, la lega mostrò nel tempo cricche da tensocorrosione, specialmente intorno al mantelletto dello Scimitar; dal 1978 venne quindi adottata una lega migliorata AA1707 realizzata dalla Military Vehicles and Engineering Establishment.
Per consentire il trasporto aereo l'altezza dei veicoli venne limitata a meno di 2,5 m e la larghezza a meno di 2,102 m. Per contenere la pressione specifica al suolo sotto 5 psi psi la larghezza del cingolo venne aumentata a 0,45 m. La larghezza dello scafo limitava anche la scelta del propulsore, che doveva essere contenuto in un vano di 0,60 m alla destra di un conduttore completamente equipaggiato con dotazione invernale. Non vi erano motori per carri in produzione o in sviluppo adatti allo scopo, così venne scelto il motore a benzina Jaguar XK6 da 4,2 litri, modificato per l'uso di combustibile militare riducendo il rapporto di compressione da 9:1 a 7,75:1 e montando un singolo carburatore Solex Marcus; le modifiche portarono a una riduzione della potenza da 265 hp a 195 hp.
La postazione del conduttore, sulla parte frontale sinistra del veicolo, a lato del vano motore, imponeva la posizione posteriore della torretta. Seguendo la tradizione della Alvis con i predecessori, la blindo Saladin, l'autocarro Stalwart e il trasporto truppe Saracen, tutti i nomi dei veicoli della famiglia CVR(T) iniziano con la lettera "S" e sono ispirati alla loro funzione: Scorpion ("scorpione") per il veicolo da ricognizione con cannone da 76 mm, Striker ("attaccante") per il cacciacarri missilistico, Spartan ("spartano") per il trasporto truppe, Samaritan ("samaritano"), Sultan ("sultano") per il veicolo posto comando e Samson ("Sansone") per il veicolo recupero. In aggiunta, lo stato maggiore del British Army richiese un altro veicolo armato di cannone da 30 mm, chiamato Scimitar.
Nel 1967, la Alvis si aggiudicò il contratto per la produzione di 30 prototipi di CVR(T). I veicoli da P1 a P17 erano prototipi dello Scorpion, mentre quelli siglati da P18 a P30 erano prorotipi delle altre sei versioni. Sottoposto a strette limitazioni di costo imposte dal ministero della difesa, lo sviluppo del primo prototipo venne completato nel rispetto di tempi e budget il 23 gennaio 1969, dopo estese prove in ambienti caldi e freddi, in Norvegia, Australia, Canada e Abu Dhabi. Nel maggio 1970 il CVR(T) venne accettato in servizio dal British Army e venne assegnato un contratto per 275 Scorpion e 288 Scimitar. Il primo  Scorpion di serie fu completato nel 1971, con consegne iniziate a gennaio 1972. Al 1986, il Regno Unito aveva preso in consegna 1.863 CVR(T). La produzione totale per il British Army si attesta a 313 Scorpion, 89 Stryker, 691 Spartan, 50 Samaritan, 291 Sultan, 95 Samson e 334 Scimitar.

### Programma di estensione della vita operativa
Nel 1988 la Alvis ricevette un contratto da 32 milioni di sterline per attuare il programma di estensione della vita operativa della famiglia di mezzi ("Life Extension Programme" o LEP). Il contratto iniziale riguardò la modifica di 200 CVR(T) e kit per un totale di 1.107 veicoli. Il programma venne applicato alle versioni da ricognizione Scimitar e Sabre, i trasporto truppe Spartan, i posto comando Sultan, il veicolo recupero Samson, l'ambulanza Samaritan e il cacciacarri Striker. Il principale di questi miglioramenti era la sostituzione del motore Jaguar da 4,2 l a benzina con un più efficiente diesel Cummins serie b da 5,9 l.
Un secondo contratto per 70 veicoli venne suddiviso tra la Alvis e l'agenzia statale Army Base Repair Organisation (ABRO). La ABRO in seguito venne incaricata di portare i 600 veicoli rimanenti allo standard LEP.
La Alvis offriva anche un aggiornamento completo per le versioni da esportazione, che includeva un motore diesel, sospensioni migliorate, nuovi cingoli e sistemi di puntamento avanzati. Il Brunei è l'unico Paese noto che ha sottoposto i propri mezzi all'aggiornamento.

### Programma Battle Group Thermal Imaging
Nel 2001, la Thales Optronique si aggiudicò il contratto per il programma "Battle Group Thermal Imaging" (BGTI). Il programma prevedeva la sostituzione del sistema di puntamento a intensificazione d'immagine di Scimitar e Spartan con nuove ottiche per il cannoniere, con camera termica e telemetro laser. Il capocarro riceveva inoltre un monitor e cartografia elettronica, il conduttore un sistema di navigazione.

### Scorpion

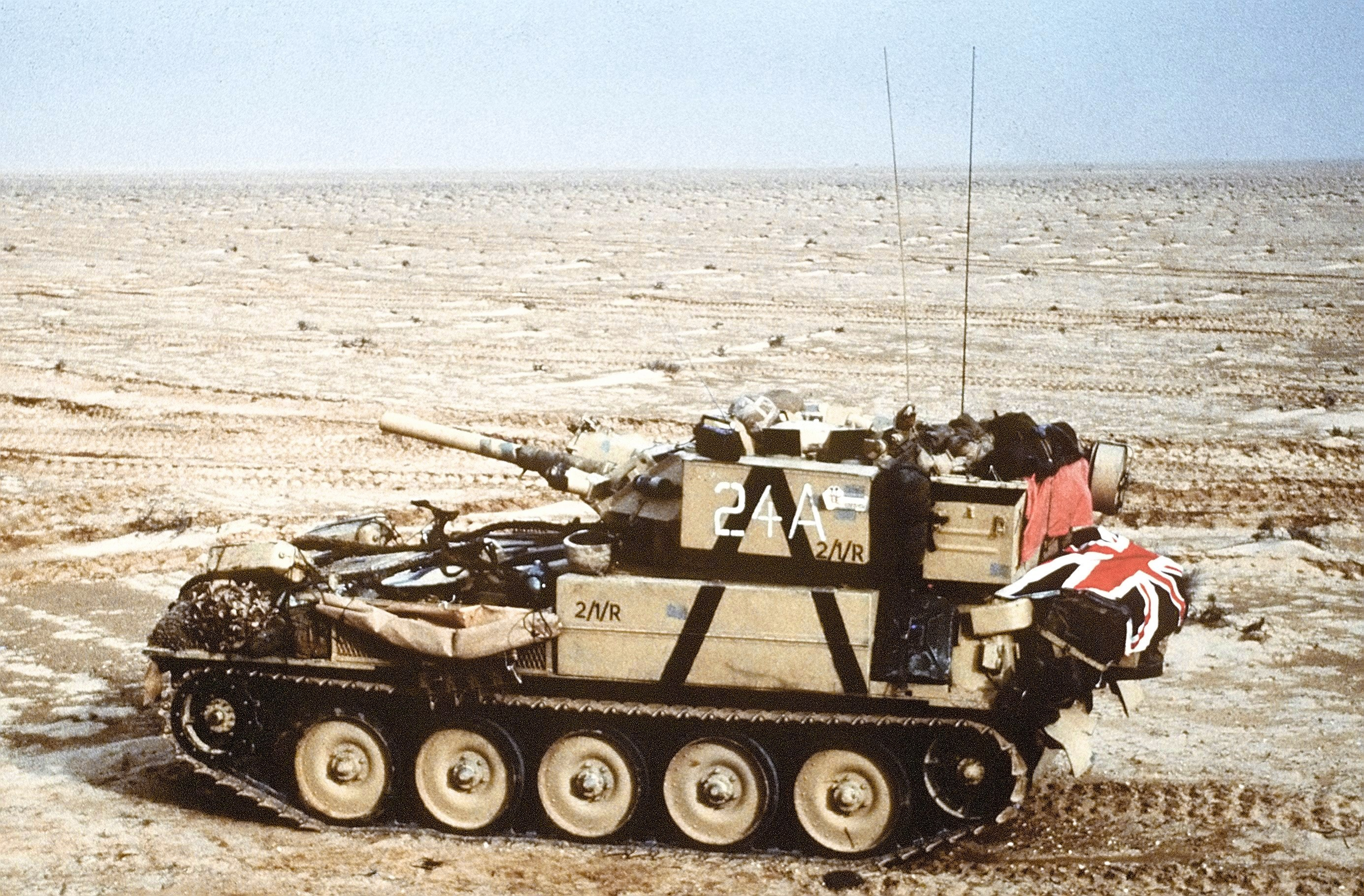
Uno Scorpon avanza nel deserto durante la guerra del Golfo.

Il FV101 Scorpion fu sviluppato in risposta al requisito del British Army per un veicolo da combattimento per ricognizione cingolato. Il mezzo venne accettato dall'esercito a maggio 1970, con un contratto per 275 veicoli, poi portati a 313. L'armamento principale era costituito da un cannone da 76 mm a bassa pressione con mitragliatrice calibro 7,62 mm e lanciagranate fumogene. I primi veicoli di serie furono completati nel 1972. Il primo reggimento britannico ad essere equipaggiato con il mezzo furono i Blues and Royals della Household Cavalry nel 1973.
Nel novembre 1981, il RAF Regiment prese in carico il primo di 184 Scorpion e altre varianti del CVR(T), utilizzati per la protezione delle basi della Royal Air Force in patria, in Germania e nelle basi di Akrotiri e Dhekelia a Cipro. Il cannone da 76 mm era ideale per il ruolo, specialmente per la sua munizione a mitraglia, che poteva essere usato nelle basi nel tiro anti-personale minimizzando il rischio di danneggiare aeromobili e infrastrutture. I mezzi della commessa del RAF Regiment appartenevano originariamente a un ordine per l'Iran, che non furono consegnati a causa della rivoluzione islamica che aveva rovesciato lo Scià. I veicoli destinati all'Iran differivano per l'assenza di equipaggiamento per il guado e per una diversa cupola per il capocarro. Gli Scorpion britannici vennero ritirati dal servizio nel 1995, principalmente a causa del rischio tossico per l'equipaggio, dovuto al fuoco con l'armamento principale; inoltre il mezzo non forniva agli artificieri della RAF, che utilizzavano Spartan e Scimitar protezione nei confronti di ordigni inesplosi e armi di distruzione di massa.

### Striker

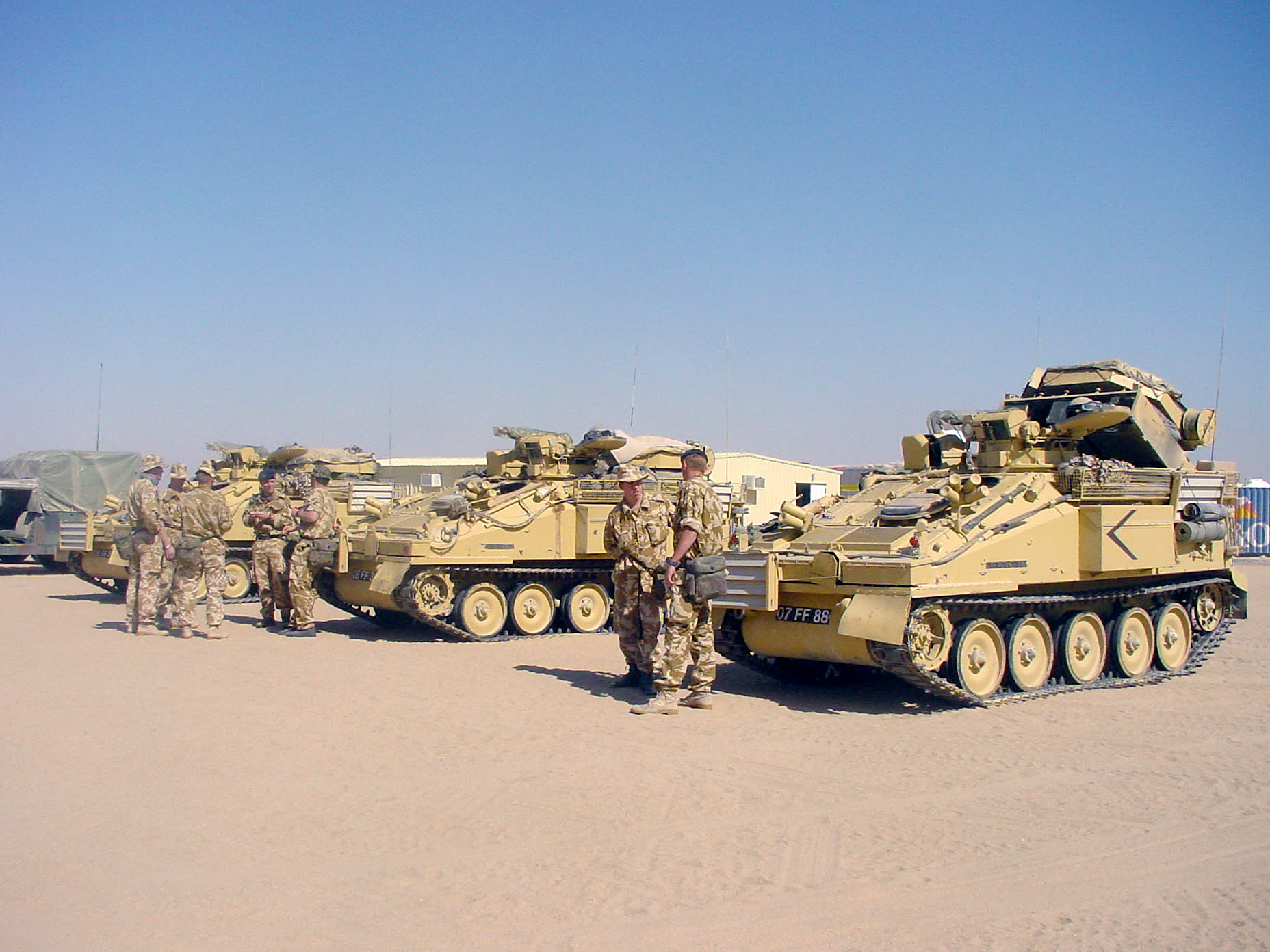
Tre Striker in colorazione desertica. Il mezzo in primo piano ha il lanciamissili sollevato.

Il FV102 Striker era la versione cacciacarri missilistico del VR(T), equipaggiata con il sistema missilistico Swingfire. Cinque missili erano pronti al fuoco in una rampa nel retro del veicolo, altri cinque missili erano stivati all'interno del mezzo. L'armamento secondario era costituito da una mitragliatrice da 7,62 mm sulla cupola del capocarro e da lanciagranate fumogene. Esternamente il mezzo appariva molto simile allo Spartan, essendo distinguibile solo quando la rampa veniva sollevata. A metà del 2006, il British Army aveva 48 Stryker in servizio, in via di dismissione dopo la radiazione degli Swinfire e la loro sostituzione, a partire da metà del 2005, con il Javelin.

### Spartan

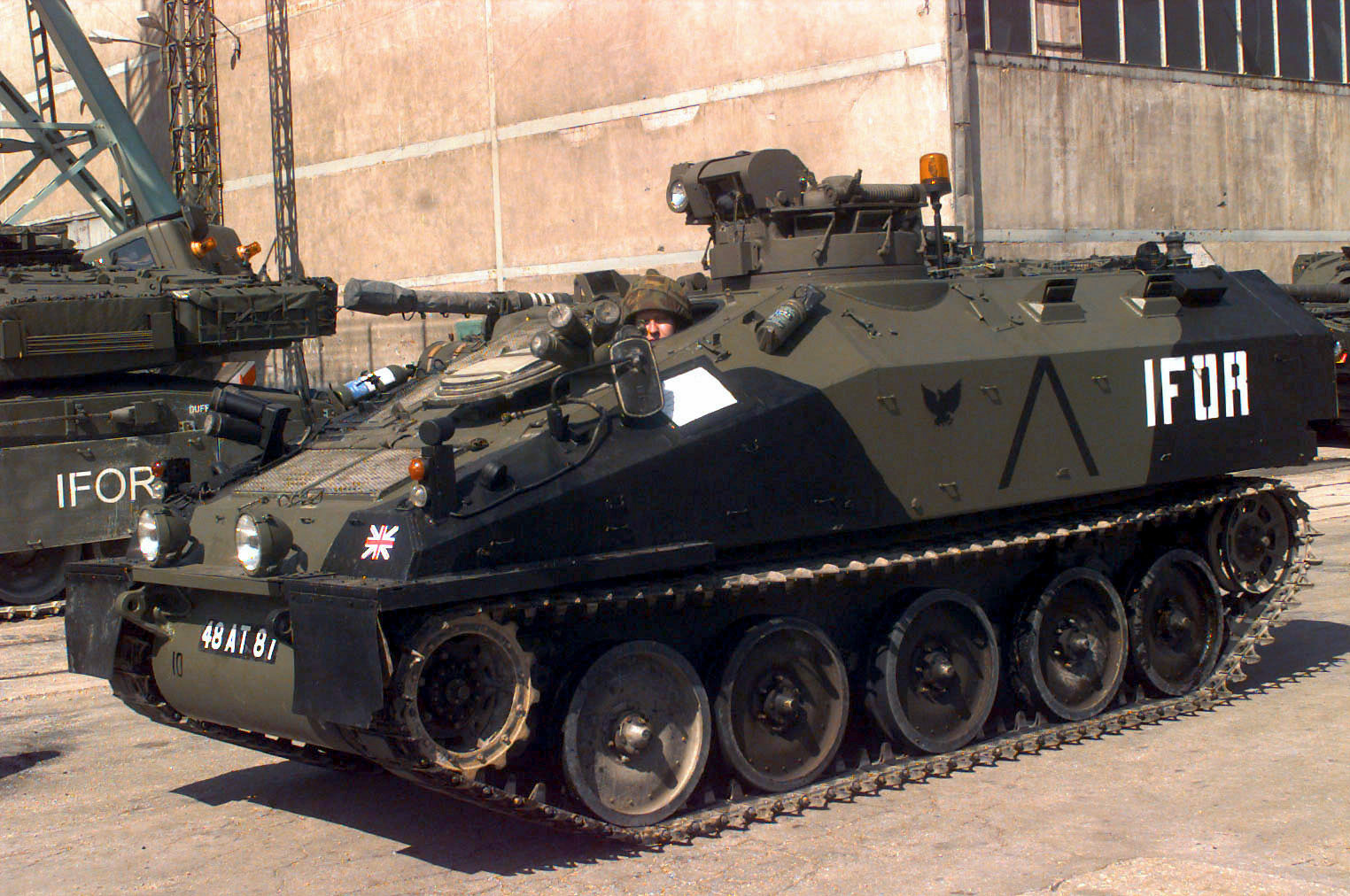
Uno Spartan con le insegne IFOR.

Il FV103 Spartan era un piccolo veicolo trasporto truppe; poteva trasportare sette uomini in tutto: tre membri dell'equipaggio e quattro nel vano di combattimento posteriore. Nel British Army è utilizzato anche da squadre di specialisti, come i genieri da ricognizione, le sezioni da difesa aerea e gli osservatori di tiro dei mortai. A metà del 2006 risultavano in servizio nel British Army 478 Spartan, rimpiazzati a partire dal 2009 in alcuni ruoli dal Panther.

### Samaritan
Il FV104 Samaritan è la versione ambulanza corazzata del CVR(T), prodotta in 50 esemplari per il British Army, simile esternamente alla versione posto comando Sultan. Ha un equipaggio di due uomini e può trasportare quattro pazienti barellati. Il mezzo non è armato, ad eccezione dei lanciagranate fumogene.

### Sultan

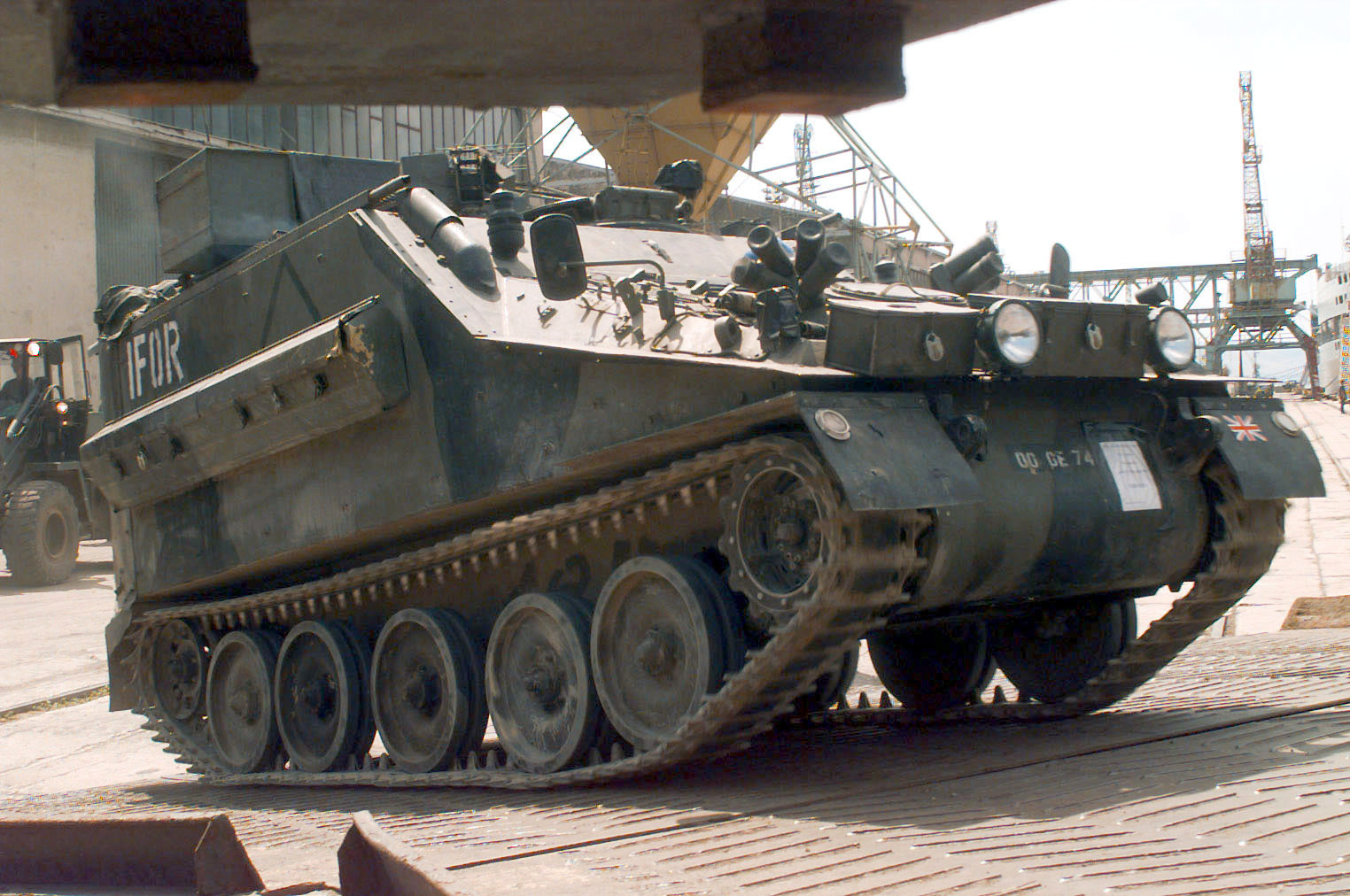
Veicolo posto comando Sultan.

Il FV105 Sultan è la versione posto comando del British Army, in servizio, nel 2006, in 205 esemplari. Il mezzo presenta un soffitto rialzato rispetto alla versione trasporto truppe, che offre uno spazio più ampio al personale addetto al comando e controllo. Su un fianco del vano di trasporto era posizionato una grande tavola cartografica verticale e un bancone, davanti al quale sedevano tre operatori su una panca. Più anteriormente c'era la postazione per l'operatore radio, predisposta per 4 radio, e quella del capocarro. L'armamento era costituito da una mitragliatrice su candeliere e lanciagranate fumogene. La parte posteriore del mezzo era progettata per raccordarsi con una tenda destinata a area briefing.

### Samson

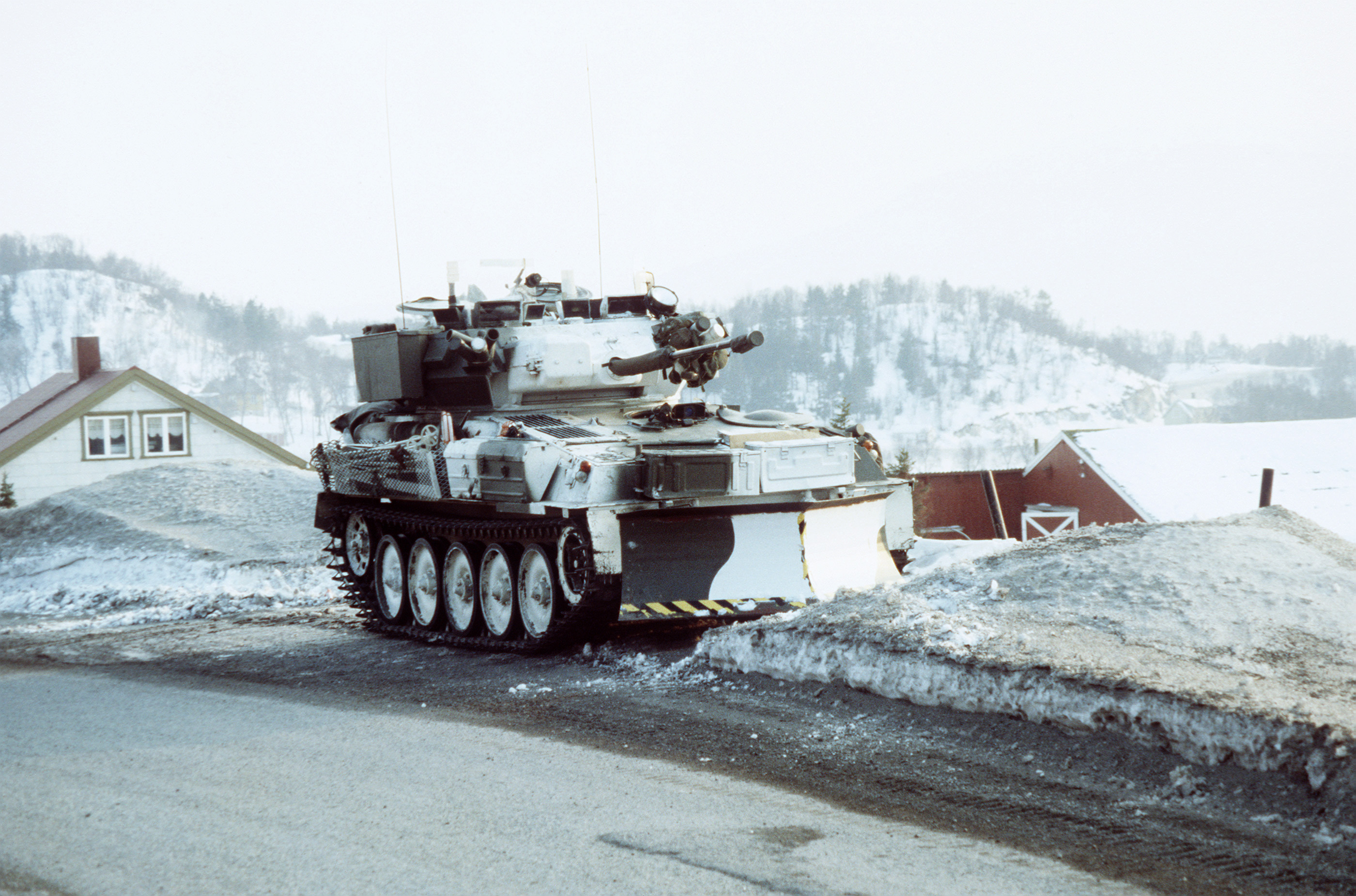
Uno Scimitar durante l'esercitazione NATO Cold Winter '87.

Il FV106 Samson è un veicolo corazzato da recupero. Lo scafo è modificato per ospitare nella parte posteriore un verricello e un vomero ribaltabile, aperto al centro per consentire l'accesso al vano di combattimento.

### Scimitar
Lo FV107 Scimitar è molto simile allo Scorpion ma è armato di cannone da 30 mm RARDEN. L'armamento secondario è costituito da una mitragliatrice coassiale da 7,62 mm e lanciagranate fumogene. La dotazione di bordo è di 201 colpi da 30 mm e da 3.000 colpi da 7,62 mm. Nel 2006, il British Army allineava 328 mezzi di questa versione, in attesa di sostituzione con la versione da esplorazione del Future Rapid Effect System.

### Sabre
Il Sabre era un veicolo ibrido, costituito dalla torretta dell'autoblindo da ricognizione FV721 Fox su uno scafo Scorpion, arrmato con il cannone da 30 mm RARDEN dello Scimitar. Centotrentasei veicoli di questo tipo furono immessi in servizio nel 1995, dopo alcune modifiche alla torretta. Queste modifiche includevano la riprogettazione dei lanciagranate fumogene, la sostituzione della mitragliatrice coassiale con una chain gun L94A1 e l'adozione di cupole per aumentare lo spazio a disposizione per la testa di capocarro e cannoniere. Il mezzo fu assegnato ai plotoni da ricognizione dei battaglioni corazzati e di fanteria meccanizzata, prima del ritiro dal servizio nel 2004.

### Sturgeon e Salamander
Lo Sturgeon ("storione"), basato sullo Sparta, e il Salamander ("salamandra"), basato sullo Scorpion, erano versioni modificate solo esteticamente per rapprestentare il partito arancione nelle esercitazioni presso le unità addestrative di stanza a Suffield, in Canada.

### Stormer

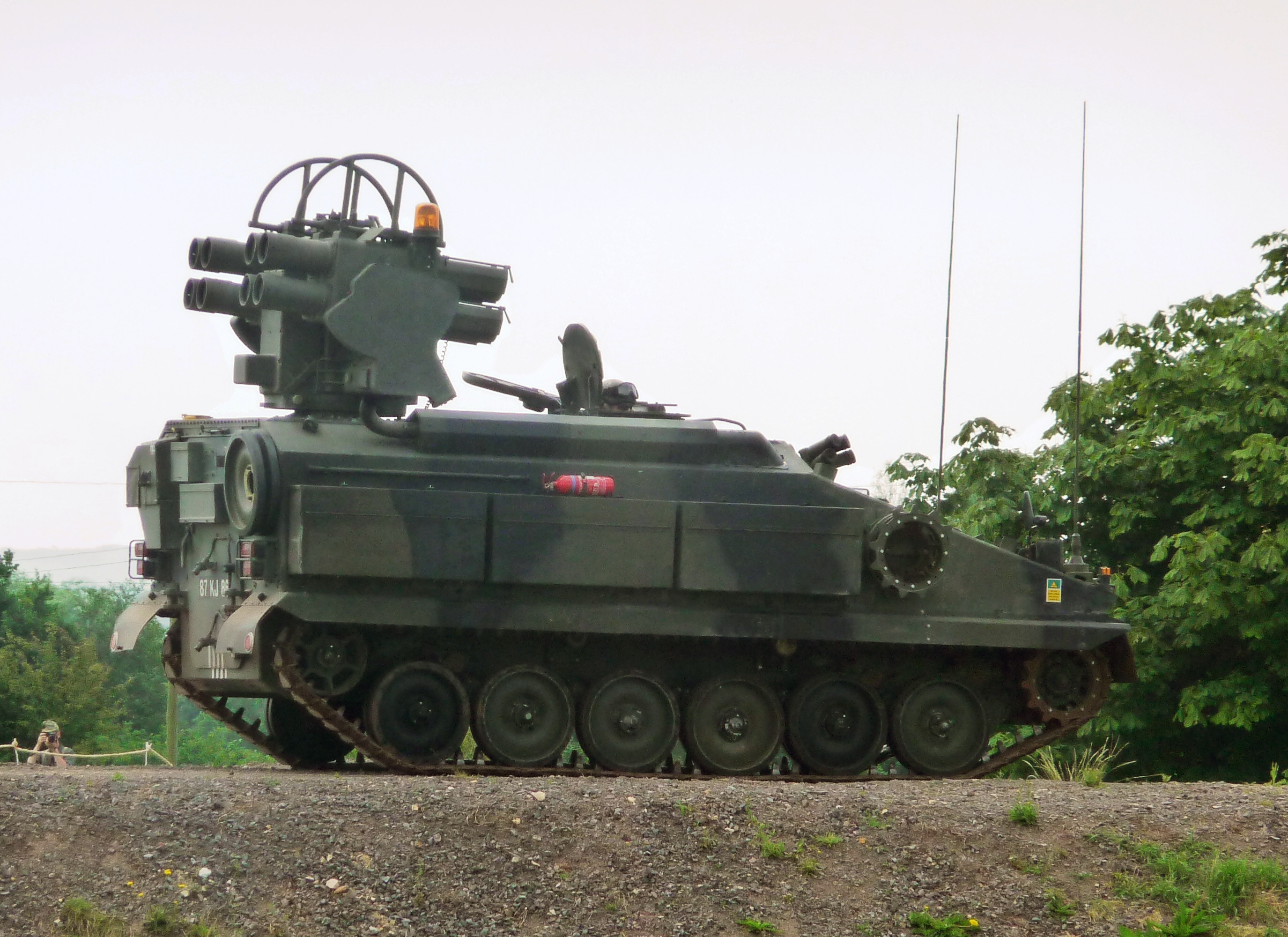
Uno Stormer HVM con missile terra-aria ad alta velocità Starstreak.

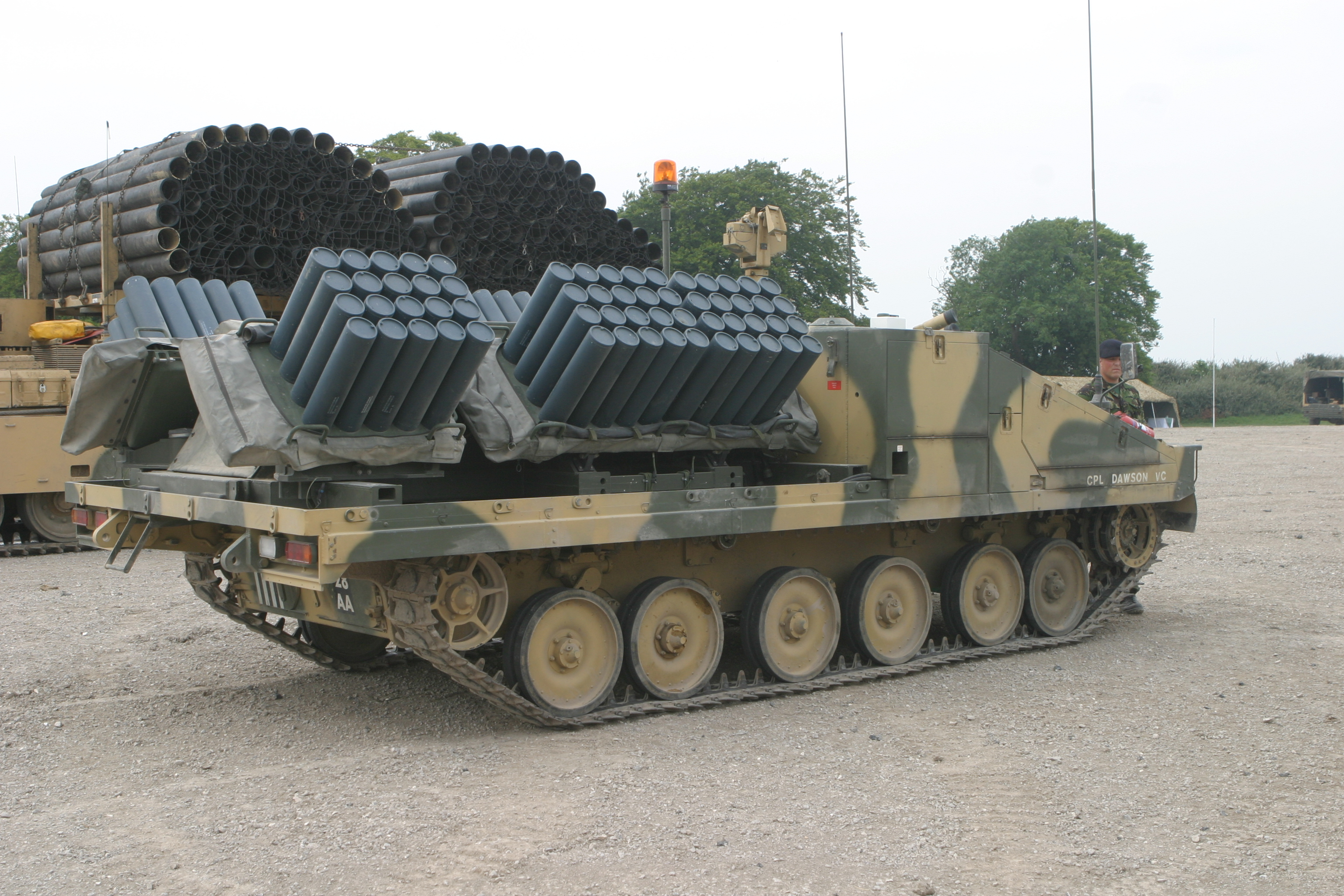
Uno Stormer Flatbed con sistema lanciamine Shielder.

L'Alvis Stormer venne sviluppato privatamente dall'azienda negli anni settanta, utilizzando come base la famiglia CVR(T). Il veicolo era più largo di 48 cm, più lungo a causa della sesta ruota portante e più pesante (12,7 t), con corazzatura in acciaio e alluminio. La pruduzione iniziò nel 1982. La Malaysia ha acquisito 25 mezzi nella variante trasporto truppe.
Nel 1986, il British Army selezionò lo Stormer per operare con il sistema antiaereo Starstreak  e per una versione con pianale aperto sul quale era installato il sistema lanciamine multiplo Shielder.
La BAE Systems Land Systems, erede della sezione veicoli militari della Alvis, commercializza lo Stormer con vari sistemi d'arma per diversi compiti. L'Indonesia ha ricevuto circa 50 esemplari nelle versioni trasporto truppe, posto comando, ambulanza, recupero, gettaponte e veicolo logistico. La Malaysia ha 35 esemplari, l'Oman 4 e il Regno Unito oltre 170.

## Torretta Scorpion

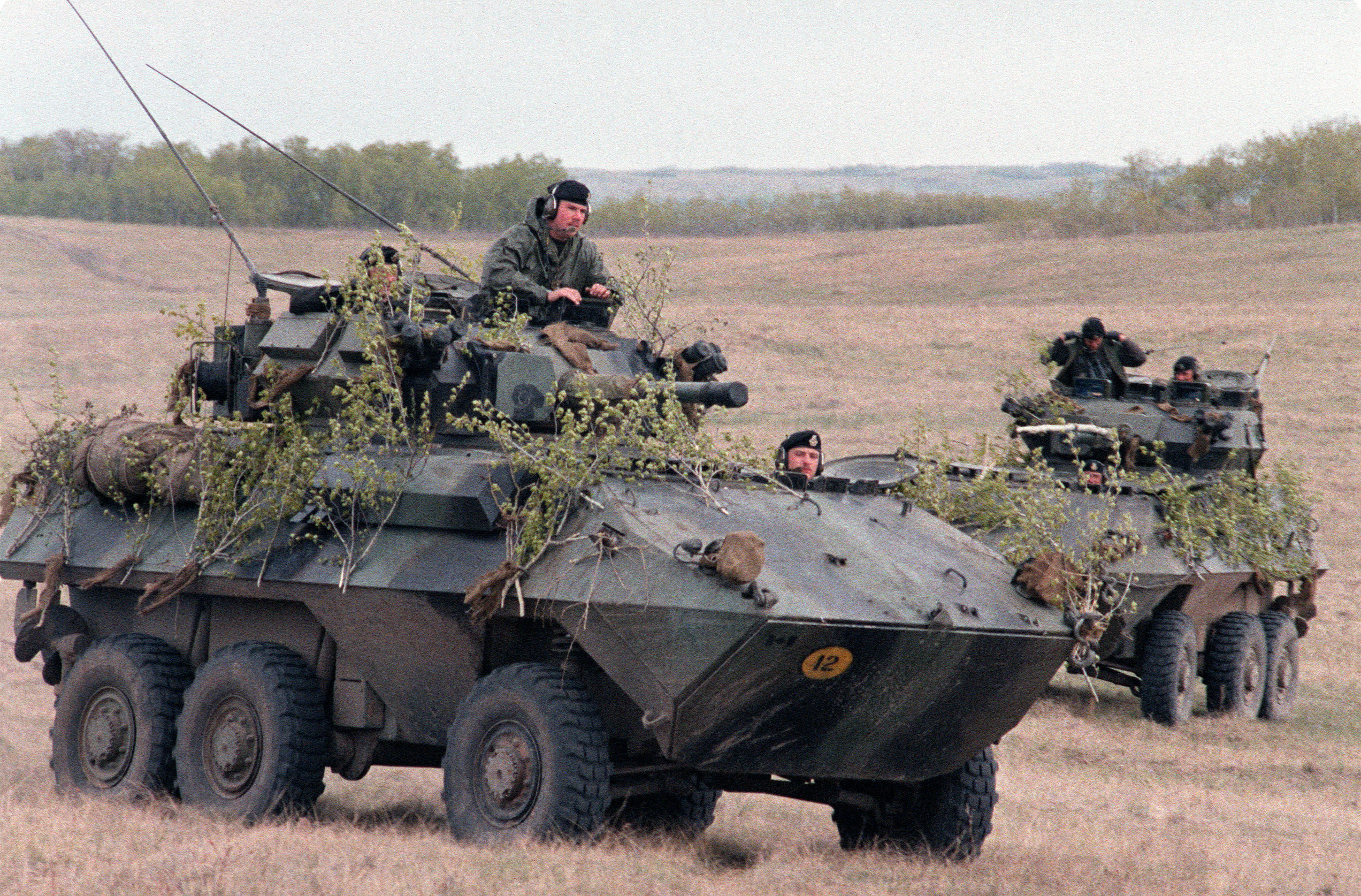
Un AVGP Cougar canadese.

L'Australian Army non ha acquisito i CVR(T), ma utilizza la torretta Scorpion sugli M113. Conosciuti in Australia come Medium Reconnaissance Vehicle, erano usati per il supporto di fuoco. Attualmente sono stati sostituiti da nuovi veicoli.
Anche il Canadian Army utilizza la torretta dello Scorpion, installata sui blindati AVGP Cougar. Acquisiti inizialmente in 195 unità, la flotta venne ridotta a 100 nel 1999 e sono ora fuori servizio.

## Miglioramenti e sviluppi futuri
Come risultato dell'esperienza in combattimento in Afghanistan, il British Army migliorò alcuni Scimitar allo standard Mark 2. I miglioramenti includevano un nuovo scafo in alluminio basato sul trasporto truppe Spartan, che garantiva maggiori volume interno e protezione, un nuovo sistema di alimentazione per il carburante, sistema di guida e di sospensione migliorati. Sui nuovi scafi furono realizzate anche versioni Spartan, Sultan, Samson e Samaritan.
L'azienda britannica OVIK ha sviluppato un veicolo chiamato Meerkat, basato sui veicoli della famiglia CVR(T), puntando sul grande numero di questi veicoli che si renderanno disponibili sul mercato nei prossimi anni in seguito alla dismissione da parte dell'esercito britannico. Lo scafo è riprogettato, con il conduttore spostato indietro in posizione centrale nello scafo, seduto al fianco del capocarro. Il sistema di guida è costituito da un normale volante, che può essere traslato a destra, consentendo un'inversione dei ruoli tra i due membri dell'equipaggio. Il motore è sostituito da un diesel Cummins da 6,7 litri, con una nuova trasmissione DB TN15E+ e riduttori finali STORMER. La torretta è rimpiazzata da un affusto a comando remoto, adattabile a diverse armi quali ad esempio la Browning M2HB da 12,7 × 99 mm NATO.
Un altro consorzio britannico, il MPODT, afferma di aver sviluppato un concetto che utilizza un telaio cingolato comune con pod interscambiabili per i diversi ruoli. Il Mark 1 mPODt (multi-role POD (tracked)) utilizza lo Stallion, un pianale modulare simile a quello utilizzato con il lanciamine Shielder.

## Impiego operativo
Nel British Army, i CVR(T) sono principalmente utilizzati dai reggimenti da ricognizione, quali Household Cavalry, 1st The Queen's Dragoon Guards, 9th/12th Royal Lancers, Light Dragoons, Queen's Royal Lancers, la Royal Yeomanry e la Queen's Own Yeomanry. Lo Scimitar equipaggia anche uno dei quattro squadroni dei reggimenti corazzati e i plotoni da ricognizioni dei battaglioni di fanteria meccanizzata
Nell'agosto 1974, gli Scorpion dello Squadrone A del 16th/5th The Queen's Royal Lancers venne trasportato dai C-130 Hercules a Cipro, per proteggere le basi di Akrotiri e Dhekelia durante l'invasione turca.
Durante la guerra delle Falkland del 1982, due troop dello Squadrone B, Blues and Royals, venne aggregato alla task force britannica. Essi erano equipaggiati con 4 Scorpion e 4 Scimitar supportati da un Samson e questi furono gli unici veicoli corazzati impiegati dagli inglesi durante il conflitto. I due troop fornirono supporto di fuoco al II Battaglione del Parachute Regiment durante la battaglia di Wireless Ridge ed al II battaglione delle Guardie Scozzesi durante la battaglia di Mount Tumbledown.
Allo scoppio della guerra del Golfo, i CVR(T) erano una presenza consolidata nel British Army e tutte le versioni erano in servizio. Le unità di ricognizione divisionale aggregate alla 1st Armoured Division era il 16th/5th The Queen's Royal Lancers (con 36 Scimitar, 16 Striker, 12 Spartan, 9 Sultan e 4 Samaritan) e lo Squadrone A del 1st The Queen's Dragoon Guards (con 16 Scorpion, 4 Spartan, 2 Sultan, 1 Samaritan e 1 Samson). Alla divisione era aggregato anche uno squadrone del RAF Regiment (su Scorpion, Spartan, Sultan e Samson). I reparti da ricognizione dei reggimenti corazzati e dei battaglioni di fanteria meccanizzata schieravano 8 Scorpion o Scimitar ognuno.
La famiglia CVR(T) venne schierata dai reggimenti da ricognizione britannici impegnati nella IFOR in Bosnia ed Erzegovina e successivamente nell'invasione dell'Iraq del 2003. La forza iniziale comprendeva il 1st Queen's Dragoon Guards e lo Squadrone D della Household Cavalry, entrambi equipaggiati con CVR(T)..
Dopo l'Iraq, i mezzi equipaggiarono le formazioni da ricognizione che presero parte alla guerra in Afghanistan (Operazione Herrick).

## Utilizzatori

### Europa

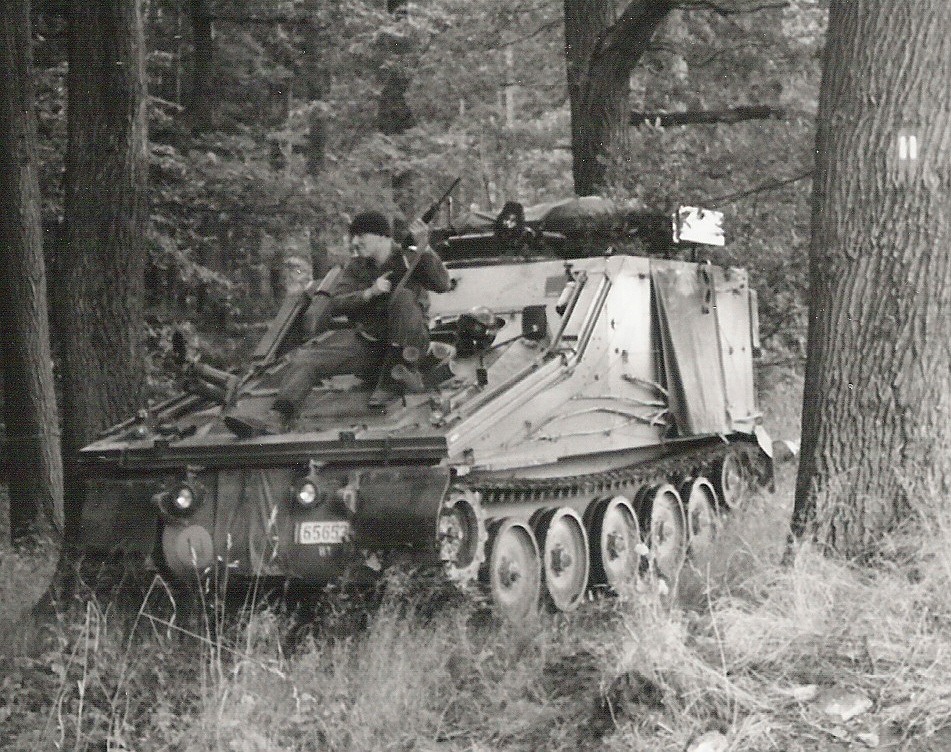
Un Samaritan belga del 2/4th Chasseurs à Cheval Regiment.

- Belgio - la Componente terrestre dell'armata belga ha ordinato 701 mezzi nelle versioni Scorpion, Scimitar, Sultan, Spartan e Samaritan, consegnati a partire dal 1975. Essi erano usati dal Comando corpo da ricognizione (COMRECCE) (costituito da 1º, 2º e 4º Reggimento cacciatori a cavallo), dalle scuole e da alcuni plotoni da ricognizione. Utilizzati nelle missioni ONU nei Balcani e in Somalia, sono stati tutti dismessi a partire dal 2004[42][43].
- Irlanda - l'Irish Army ha ottenuto un limitato numero di Scorpion per le proprie unità di cavalleria, ritirati nel 2014.

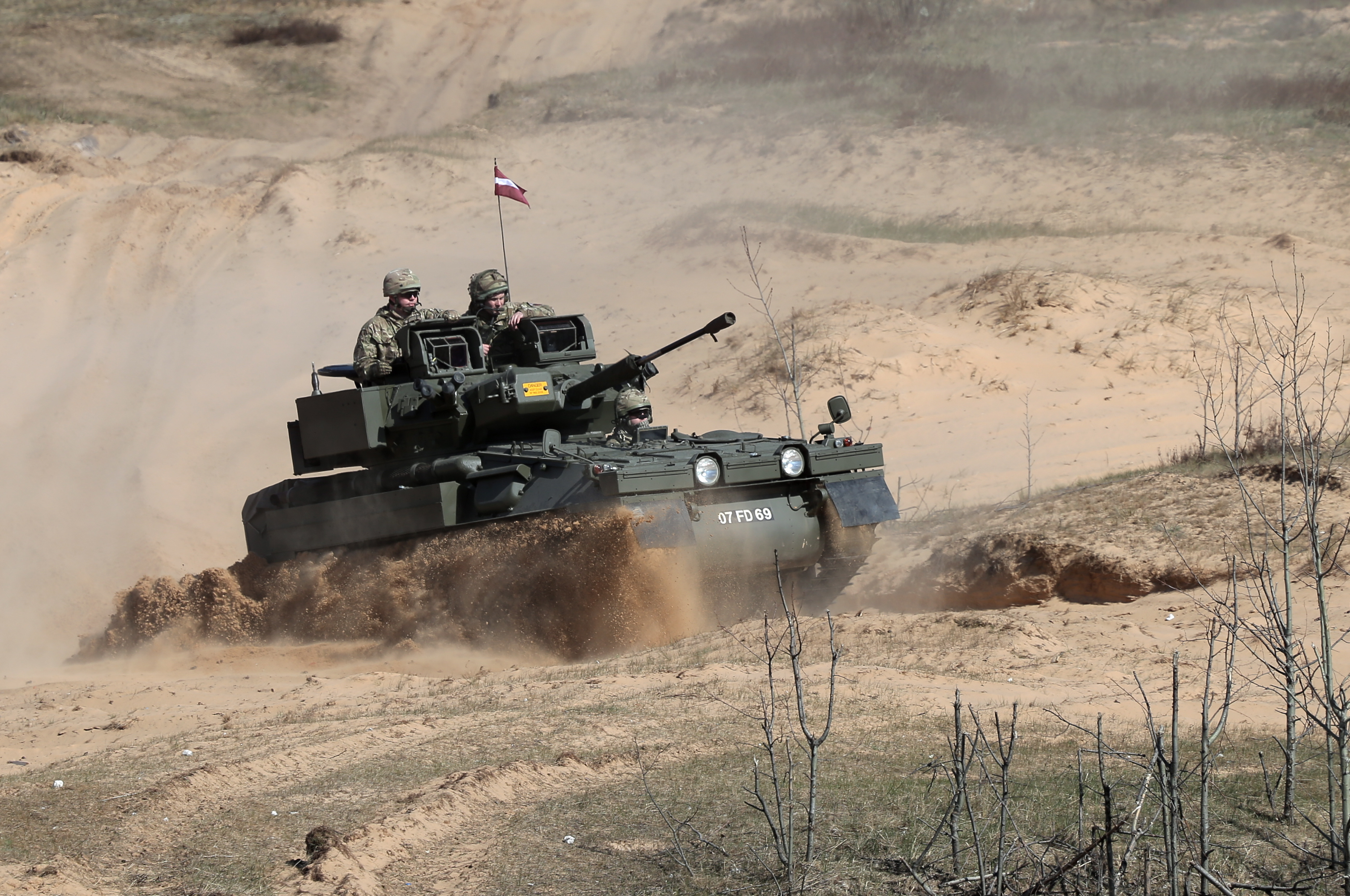
Uno Scimitar lettone in esercitazione.

- Lettonia - l'esercito lettone ha ottenuto 123 veicoli ex-britannici Scimitar, Sultan, Spartan, Samson e Samaritan. Secondo il contratto di cessione, tutti i veicoli sono stati modernizzati e revisionati[44]. Le prime consegne sono iniziate a settembre 2015. Alcuni di questi veicoli sono utilizzati come piattaforma di lancio del missile anticarro Spike.
- Spagna - l'Infantería de Marina ricevette 17 Scorpion nel 1985, tutti radiati nel 2004[45].

### America meridionale e centrale
- Cile - l'Ejército de Chile ha 28 Scorpion, utilizzati nei ruoli di ricognizione con i carri armati Leopard 1 e 2[46].
- Venezuela - l'esercito venezuelano opera con una flotta di 40 Scorpion 90 e due Sultan[47].

### Sud-est asiatico e Pacifico
- Brunei - 19 CVR(T), compresi 16 Scorpion, 2 Sultan e un Samson[1].
- Indonesia - l'esercito indonesiano impiega lo Scorpion 90, armato con il cannone belga da 90 mm Cockerill, e lo Stormer, quest'ultimo nelle varianti trasporto truppe, posto comando, ambulanza, recupero, gettaponte e veicolo logistico[23].
- Malaysia - il Corpo corazzato dell'esercito malese impiega sia lo Scorpion che il più recente Stormer[1][23].
- Thailandia - l'esercito reale thailandese fu costretto a espandere le sue forze dopo la caduta del Vietnam del Sud e le crescenti tensioni nell'area. Come parte di questo potenziamento, il paese ottenne 144 Scorpion tra il 1973 e il 1976[48].
- Filippine - l'esercito filippino impiega 40 Scorpion assegnati alla divisione corazzata leggera[49][50]. Questa grande unità impiega sia veicoli cingolati che ruotati, ma lo Scorpion è l'unico veicolo da supporto di fuoco e anticarro in inventario[51]. L'esercito adopera inoltre 6 Samaritan e 3 Samson.
- Nuova Zelanda - il New Zealand Army schierava un ridotto numero di Scorpion, della forza di uno squadrone, ora rimpiazzati dal LAV III[52].

### Medio oriente
- Emirati Arabi Uniti - le brigate corazzate dell'esercito schieravano 76 Scorpion; non è noto se siano stati utilizzati nella guerra del Golfo[53].
- Giordania - l'esercito giordano acquisì 80 Scorpion e 100 Spartan. Alcuni Scorpion erano di preda bellica, catturati dalle forze iraqene durante la guerra Iran-Iraq e ceduti alla Giordania. Gli Spartan invece erano di seconda mano, ceduti dal Belgio dopo la dismissione[54][55].
- Iran - l'esercito della Repubblica Islamica dell'Iran impiegò i propri Scorpion nel reggimento da ricognizione della 28ª Divisione di fanteria nella guerra Iran-Iraq[56]. Non si hanno informazioni sulle prestazioni e le perdite in tale conflitto. Nel dicembre 1997 è stato presentato il Tosan, un carro armato leggero con cannone calibro 90 mm che sembra basato sullo Scorpion[57].
- Oman - l'esercito rimpiazzò le autoblindo Saladin con 30-50 Scorpion, consegnati tra il 1982 e il 1983, insieme a tre Samson. Nel 1985 venne consegnato un secondo lotto di 30 veicoli, che includevano Scorpion, Sultan, Spartan e Samson. Attualmente l'Oman opera con i nuovi Stormer[1][23].

### Africa
- Botswana[1]
- Nigeria - il Nigerian Army dopo il 1979 fu riorganizzato da una forza di fanteria in una formazione dotata di tutte le specialità. Tra i propri veicoli da trasporto truppe è incluso un numero sconosciuto di Scorpion[58].
- Tanzania[1]
- Togo[1]